# Wylazłowo (województwo mazowieckie)
Wylazłowo – wieś w Polsce położona w województwie mazowieckim, w powiecie żuromińskim, w gminie Lubowidz.
Wierni kościoła rzymskokatolickiego należą do parafii pw. św. Wawrzyńca w Starym Dłutowie.
W latach 1975–1998 miejscowość administracyjnie należała do województwa ciechanowskiego.